# Neßmersiel
Nessmersiel est un quartier de la commune allemande de Dornum, dans l'arrondissement d'Aurich, Land de Basse-Saxe.

## Géographie
Le village se compose principalement de maisons de vacances. Il borde directement la mer du Nord et se trouve directement derrière la digue.

## Histoire
Le premier port construit autour de 1570, à partir duquel les céréales et le colza sont expédiés à Brême, Hambourg, aux Pays-Bas et en Norvège, est envasé par la digue pour les terre-pleins et est abandonné vers 1700. On le rapproche de la mer jusqu'en 1930. En 1969, un port de ferry est construit par aller à Baltrum.
En juillet 1972, Neßmersiel est incorporé dans la commune de Nesse puis en novembre 2001 à Dornum.
En juillet 2006, le 20e anniversaire du parc national de la Mer des Wadden de Basse-Saxe est célébré sur la plage de Neßmersiel.